# Metaphya elongata
Metaphya elongata – gatunek ważki z rodziny szklarkowatych (Corduliidae).